# Kive Staiff
Kive Staiff (Estación Escriña, Entre Ríos, 19 de octubre de 1927-Buenos Aires, 18 de julio de 2018) fue un periodista, empresario y productor teatral argentino.
Se desempeñó como periodista cultural y crítico teatral en los diarios La Opinión, Correo de la tarde y Confirmado, entre otros en la década de 1970.

### Teatro San Martín
Fue convocado en 1971 para dirigir el Teatro San Martín de Buenos Aires, entidad oficial que dirigió en tres períodos: 1971-1973. Allí fue reemplazado y retomó la conducción del teatro en 1976-1989. Lo conservó durante toda la dictadura militar y la presidencia de Raúl Alfonsín. “Los regímenes militares fueron extraordinariamente ignorantes, no sabían lo que significa el fenómeno cultural. Y el teatro mucho menos, al que consideraban un arte minoritario”, dijo al diario Clarín.Bajo su dirección el teatro quintuplicó el número de espectadores convirtiéndose en uno de los polos culturales del país. En 1979, en el tercer subsuelo del teatro, donde había una confitería abandonada, tuvo la iniciativa de crear la tercera sala del Complejo Teatral San Martín denominada Antonio Cunill Cabanellas en honor al gran actor y director teatral. Convocó a grandes compañías extranjeras, de fuerte mirada contemporánea, como las de Tadeusz Kantor y Pina Bausch, además de bailarinas y compañías de danza de primer nivel internacional. El actor Roberto Carnaghi lo recordó en una entrevista sobre uno de los personajes que hicieron juntos: "yo trabajé haciendo el personaje de Polonio en el Hamlet de Shakespeare, era una puesta moderna, fue muy interesante con Kive".Su última etapa en la dirección del Teatro San Martín fue entre 1998-2010 cuando finalmente renunció. 

### Productor y gestor cultural
Algunos de sus ensayos fueron "El teatro de August Strindberg" (1966), “El teatro de Armando Discépolo” (1968) y “Tadeusz Kantor y el teatro de la muerte” (1984). Fundó la Asociación de Críticos e Investigadores de Teatro de la Argentina y varias revistas especializadas como la revista teatral Teatro XX donde también fue editor. Produjo obras de teatro independiente como Final de partida, La dama boba o El zoo de cristal de Tennessee Williams.
Entre 1991 y 1996, fue director de Asuntos Culturales del Ministerio de Relaciones Exteriores, con el rango de embajador. Fue nombrado director del Teatro Colón por un breve período (1996-1998).
Recibió dos Premios Konex: Diploma al Mérito en la disciplina "Cultural" en 1991 y en la disciplina "Administradores Públicos" en 1988, y un doctorado Honoris Causa de la Ciudad de Buenos Aires.
Distinguido por la Legislatura porteña como “Personalidad Destacada de la Cultura” y por el gobierno francés como “Officier de L’Ordre des Arts et des Lettres”. Falleció a los 90 años.
A menos de seis meses del fallecimiento de Staiff, sus dos hijas donaron la Biblioteca Teatral de su padre al Instituto Nacional de Estudios de Teatro (INET) para que esté al alcance del público. La colección está conformada por 400 libros, obras dramáticas, tanto de autores argentinos como extranjeros, entre los que se destacan Ibsen, Brecht, Shakespeare y Kantor, confeccionada por el especialista durante más de 50 años. Por otro lado, hay una enorme cantidad de textos teóricos, también nacionales e internacionales, libros sobre escenografía, revistas, CD y DVD sobre artes escénicas.

## Publicaciones
- El teatro de August Strindberg (Editorial Nueva Visión, 1966)
- El teatro de Armando Discépolo (Nueva Visión, 1968)
- Tadeusz Kantor y el teatro de la muerte (Ediciones de La Flor, 1984).